# Liste der Biografien/Hors
Liste der Biografien |
Portal Biografien |
Personensuche
# |
A |
B |
C |
D |
E |
F |
G |
H |
I |
J |
K |
L |
M |
N |
O |
P |
Q |
R |
S |
T |
U |
V |
W |
X |
Y |
Z |
?
 
Ha |
Hd |
He |
Hi |
Hj |
Hk |
Hl |
Hm |
Hn |
Ho |
Hr |
Hs |
Ht |
Hu |
Hv |
Hw |
Hy
 
Hoa |
Hob |
Hoc |
Hod |
Hoe |
Hof |
Hog–Hok |
Hol |
Hom |
Hon |
Hoo |
Hop |
Hoq |
Hor |
Hos |
Hot |
Hou |
Hov |
How |
Hox |
Hoy |
Hoz
 
Hora |
Horb |
Horc |
Hord |
Hore |
Horf |
Horg |
Horh |
Hori |
Horj |
Hork |
Horl |
Horm |
Horn |
Horo |
Horp |
Horr |
Hors |
Hort |
Horu |
Horv |
Horw |
Horx |
Hory |
Horz
Die Liste der Biografien führt alle Personen auf, die in der deutschsprachigen Wikipedia einen Artikel haben. Dieses ist eine Teilliste mit 254 Einträgen von Personen, deren Namen mit den Buchstaben „Hors“ beginnt.

## Hors

### Horsb
- Horsbrugh, Florence Horsbrugh, Baroness (1889–1969), britische Politikerin, Mitglied des House of Commons
- Horsburgh, Mavis, australische Badmintonspielerin

### Horsc
- Horsch, Anne, deutsche Organistin
- Horsch, Christiane, deutsche Bürgermeisterin
- Horsch, Helmut (* 1948), deutscher Fußballspieler und -trainer
- Hörsch, Joseph (1882–1944), deutscher römisch-katholischer Geistlicher, Steyler Missionar und Märtyrer
- Horsch, Lucie (* 1999), niederländische Blockflötistin
- Horsch, Robert (* 1959), deutscher Tischtennisspieler
- Horsch, Thomas (* 1968), deutscher FußballtrainerThomas Horsch (* 1968)

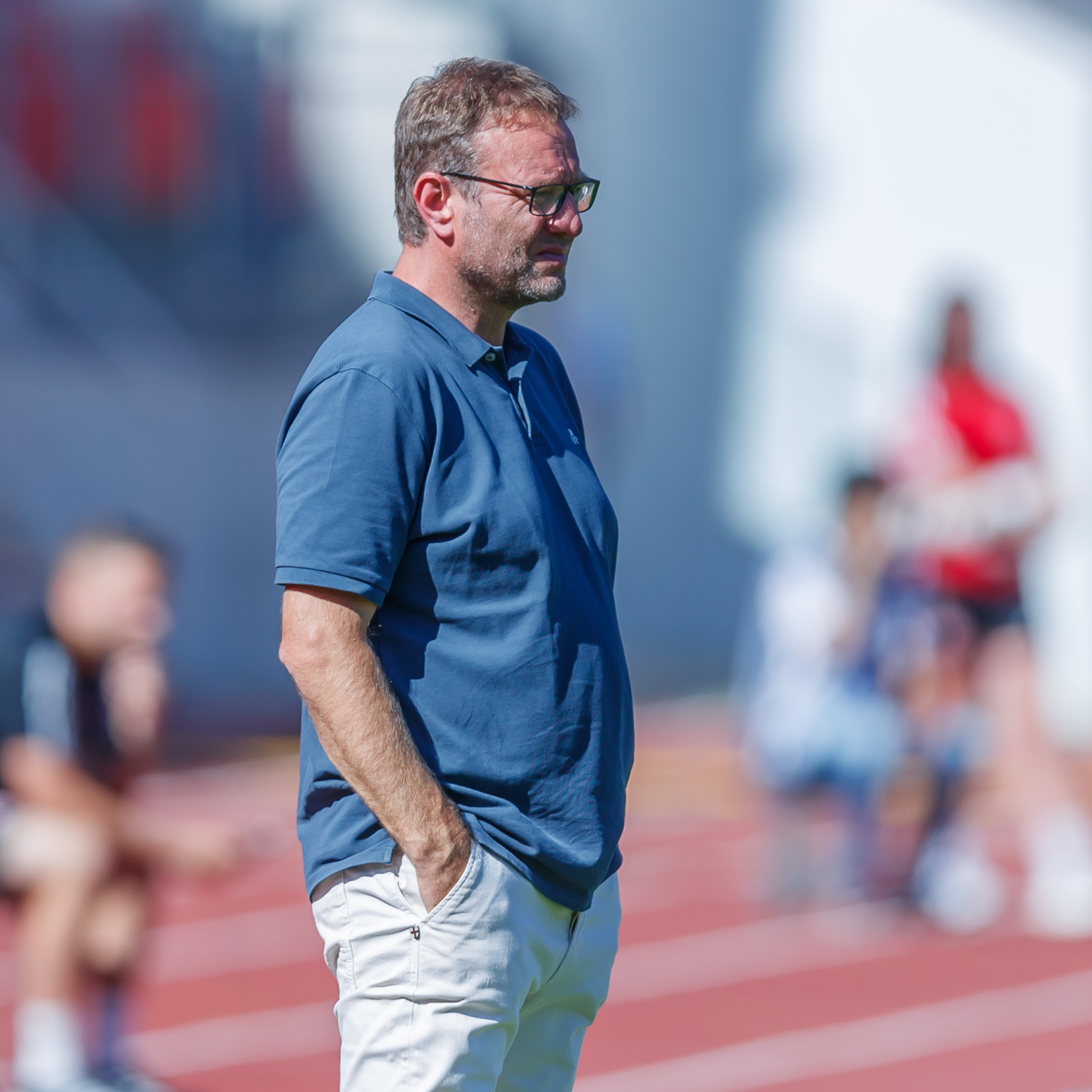
Thomas Horsch (* 1968)

- Horsch, Wolfgang (* 1960), deutscher Cartoonist und Karikaturist
- Horschel, Nikolaus († 1468), Görlitzer Ratsherr, Heerführer und Gesandter
- Horschel, Thomas (* 1960), deutscher Ringer
- Horschel, Tom (* 1997), deutscher Eishockeyspieler
- Hörschelmann, Leopold (1836–1908), deutsch-baltischer evangelisch-lutherischer Geistlicher
- Horschelt, Friedrich (1793–1876), deutscher Ballettmeister und Impresario
- Horschelt, Friedrich (1824–1881), deutscher Porträtmaler
- Horschelt, Theodor (1829–1871), deutscher Maler
- Horschig, Paul (* 2000), deutscher Fußballspieler
- Horschik, Josef Johann (1874–1955), deutscher Schriftsteller
- Horschitz-Horst, Annemarie (1899–1970), deutsche Übersetzerin
- Horschkow, Oleksandr (* 1970), ukrainisch-russischer Fußballspieler
- Horschkowosow, Oleksandr (* 1991), ukrainischer Wasserspringer

### Horsd
- Horsdal, Chelah (* 1973), kanadisches Model und SchauspielerinChelah Horsdal (* 1973)

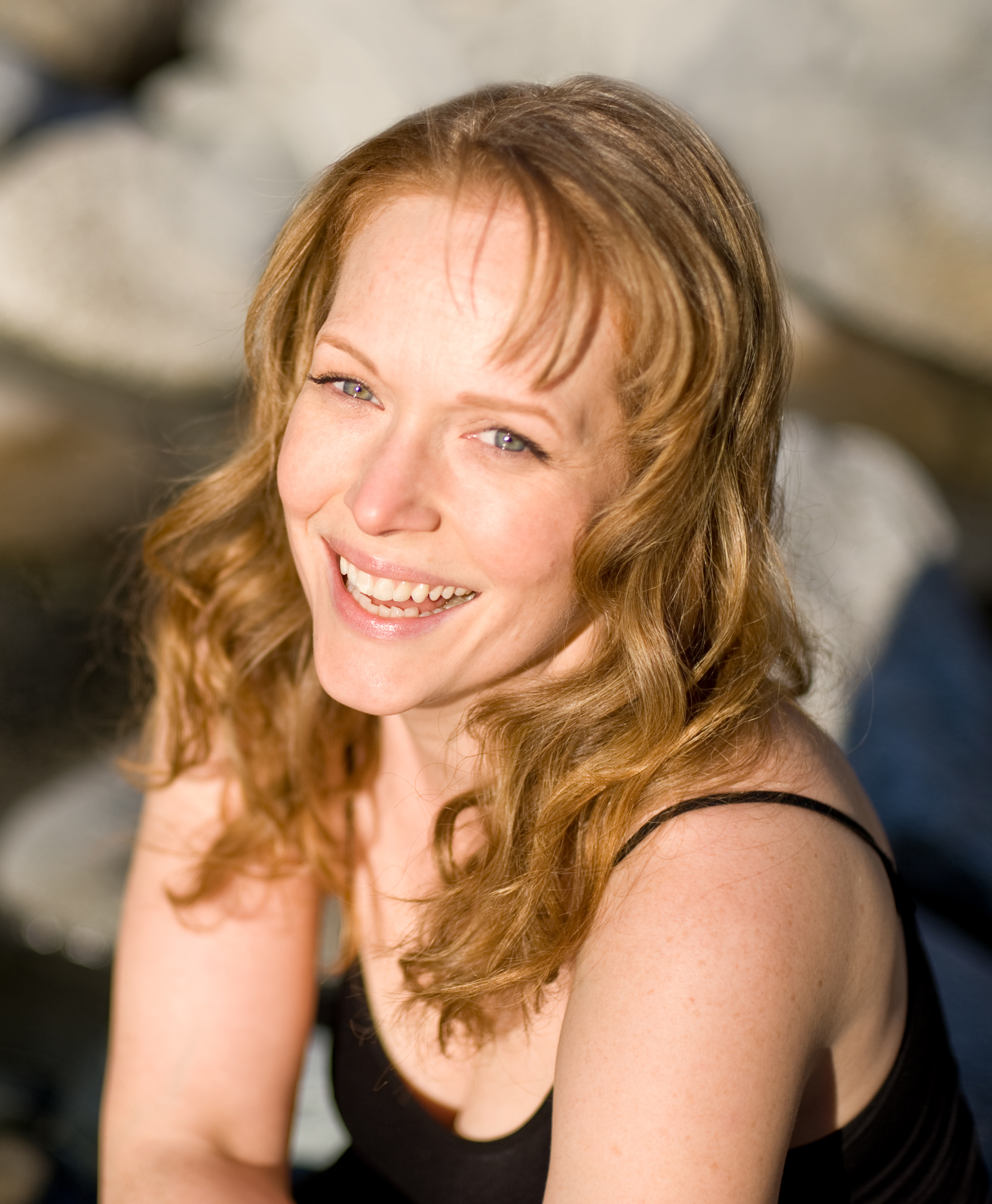
Chelah Horsdal (* 1973)

### Horse
- Horse (* 1958), schottische Indie-, Soul- und Pop-Sängerin und Liedtexterin
- Horse, Michael (* 1949), US-amerikanischer Künstler und Schauspieler
- Horseau, Arthur (* 1993), französischer Triathlet
- Horseherder, Nicole (* 1975), Umweltaktivistin
- Horseling, Gerd (1903–1992), deutscher Politiker (KPD, SPD), MdR
- Horseman, Elaine (1925–1999), britische Schriftstellerin und Lehrerin
- Horsepool, Mandy (* 1959), britische Eisschnellläuferin
- Horsetzky von Hornthal, Ernst (1865–1943), österreichisch-ungarischer General der Infanterie im Ersten Weltkrieg
- Horsetzky von Hornthal, Melanie (1852–1931), österreichische Bildhauerin
- Horsetzky, Georg C. (1881–1954), österreichischer Produktionsleiter beim deutschen und französischen Film
- Horsey, David (* 1951), US-amerikanischer politischer Karikaturist und Kolumnist
- Horsey, David (* 1985), englischer Golfer
- Horsey, Outerbridge (1777–1842), US-amerikanischer Politiker (Föderalistische Partei)
- Horsey, Outerbridge (1910–1983), US-amerikanischer Diplomat

### Horsf
- Horsfall, Bernard (1930–2013), britischer Film- und Theaterschauspieler
- Horsfall, Ewart (1892–1974), britischer Ruderer
- Horsfall, Frank L (1906–1971), US-amerikanischer Virologe und Krebsforscher
- Horsfall, Nicholas (1946–2019), britischer Altphilologe und Vergil-Spezialist
- Horsfield, Craigie (* 1949), britischer Fotograf
- Horsfield, George (1882–1956), britischer Archäologe
- Horsfield, James (* 1995), englischer Fußballspieler
- Horsfield, Margaret (* 1953), kanadische Sachbuchautorin und Journalistin
- Horsfield, Thomas (1773–1859), britischer Arzt, Zoologe und Botaniker
- Horsfield, Thomas Walker († 1837), britischer Geistlicher, Topograf und Historiker
- Horsford, Eben Norton (1818–1893), US-amerikanischer Chemiker und Ernährungswissenschaftler
- Horsford, George (1767–1840), britischer Lieutenant-General und Vizegouverneur von Bermuda
- Horsford, Jerediah (1791–1875), US-amerikanischer Politiker
- Horsford, Laura (1814–1894), englische Schülerin von Frédéric Chopin
- Horsford, Steven (* 1973), amerikanischer Politiker der Demokratischen Partei

### Horsi
- Hörsing, Otto (1874–1937), deutscher Politiker (SPD), MdR, MdLOtto Hörsing (1874–1937)

Otto Hörsing (1874–1937)

### Horsk
- Horska, Alla (1929–1970), sowjetisch-ukrainische Malerin und Dissidentin
- Horska, Bogia (1886–1974), böhmisch-österreichische Schauspielerin bei Bühne und Stummfilm
- Horská, Kristýna (* 1997), tschechische Schwimmerin
- Hörsken, Heinz-Adolf (1938–1996), deutscher Politiker (CDU), MdB
- Hörskens, Anita (* 1963), deutsche Malerin und Autorin
- Horsky, Franz (1801–1877), böhmischer Agronom
- Horský, Jiří (1909–2005), tschechoslowakischer Militär
- Horský, Ladislav (1927–1983), tschechoslowakischer Eishockeyspieler und -trainer
- Horský, Zdeněk (1929–1988), tschechischer Historiker und Astronom

### Horsl
- Horsley, Bert, deutschsprachiger Autor und Herausgeber von Science-Fiction-Literatur
- Horsley, David (1873–1933), US-amerikanischer Filmpionier
- Horsley, David S. (1906–1976), US-amerikanischer Spezialist für Spezialeffekte und visuelle Effekte, Filmschauspieler und Filmschaffender
- Horsley, Gerald (1862–1917), britischer Architekt, Zeichner und Illustrator
- Horsley, Greg (* 1951), australischer Althistoriker und Klassischer Philologe
- Horsley, Jack (* 1951), US-amerikanischer Schwimmer
- Horsley, John Callcott (1817–1903), englischer Genre-, Historien- und Bildnismaler sowie Radierer
- Horsley, Lee (* 1955), US-amerikanischer Schauspieler
- Horsley, Loren, neuseeländische Schauspielerin
- Horsley, Marian (1893–1958), englische Badmintonspielerin
- Horsley, Matt (* 1972), australischer Fußballspieler
- Horsley, Sebastian (1962–2010), britischer Schriftsteller und Künstler
- Horsley, Victor (1857–1916), britischer Physiologe und Neurologe

### Horsm
- Horsman, Edward (1807–1876), britischer Politiker, Mitglied des House of Commons
- Horsmann, Gerhard (* 1958), deutscher Althistoriker
- Horsmann, Udo (* 1952), deutscher Fußballspieler

### Horso
- Horson, Pauline (1858–1918), deutsche Opernsängerin (Sopran)

### Horst
- Horst zu Cappeln, Ferdinand Ludwig von der (1727–1799), Domherr in Münster
- Horst zu Cappeln, Mauritz Karl von der (1716–1794), Domherr in Münster
- Horst, Adolf von der (1806–1880), deutscher Regierungsbeamter und Abgeordneter
- Horst, Alexander (* 1982), österreichischer BeachvolleyballspielerAlexander Horst (* 1982)

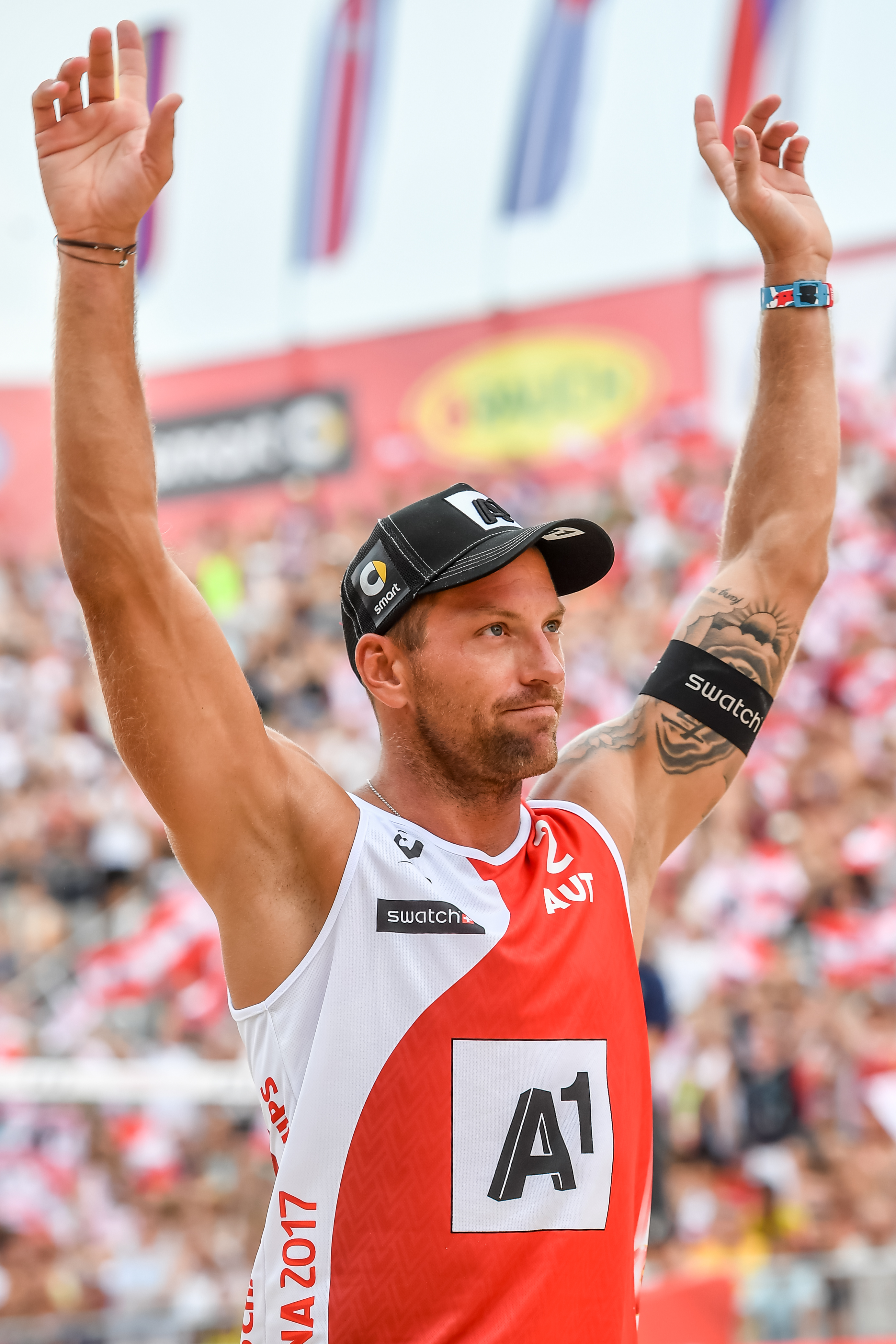
Alexander Horst (* 1982)

- Horst, Anthon van der (1899–1965), niederländischer Organist, Dirigent, Komponist und Musikpädagoge
- Horst, Anton Wilhelm (1714–1789), Kurfürstlich Braunschweig-Lüneburgischer Bauconducteur und Mecklenburg-Schwerinscher Landbaumeister
- Horst, Arend Jan van der (* 1943), niederländischer Landschaftsgärtner
- Horst, Arnold von († 1630), Dechant und Propst im Paderborner Domkapitel
- Horst, August von der (1792–1868), preußischer Generalleutnant
- Horst, Bodo von der (1838–1926), preußischer Generalleutnant
- Horst, Carl (1875–1934), deutscher Kunsthistoriker
- Horst, Christian (1822–1888), deutscher Architekt und großherzoglich hessischer Baubeamter
- Horst, Christian Heinrich, deutscher Baumeister
- Horst, Christin (* 1992), deutsche Fußballspielerin
- Horst, Christoph auf der (* 1961), deutscher Germanist
- Horst, Cootje (1920–1992), niederländische Malerin
- Horst, Cornelius Jan van der (1889–1951), niederländischer Embryologe, Meeresbiologe und Hochschullehrer
- Horst, Cornelius van der (1906–1975), deutscher Schriftsteller
- Horst, Curt (1902–1990), deutscher Politiker (NSDAP), MdR
- Horst, Dethard (1548–1618), deutscher Rechtswissenschaftler
- Horst, Dietmar (* 1962), österreichischer Publizist und Schriftsteller
- Horst, Eberhard (1924–2012), deutscher Schriftsteller
- Horst, Eduard (1893–1966), deutscher Landschafts-, Porträt- und Glasmaler der Düsseldorfer Schule
- Horst, Egon (1938–2015), deutscher Fußballspieler
- Horst, Enrique ter (* 1948), politischer Berater und Analytiker, UN-Funktionär
- Horst, Erdwin von der (1823–1884), deutscher Jurist und Notar
- Horst, Ernst Emil (1843–1917), deutscher Politiker, MdL (Königreich Sachsen)
- Horst, Evert van der († 2011), niederländischer Fußballspieler
- Horst, Florian (* 1990), deutscher Skispringer
- Horst, Franz (1862–1950), österreichischer Maler
- Horst, Friedrich (1896–1962), deutscher evangelischer Theologe und Hochschullehrer
- Horst, Georg Conrad († 1832), deutscher evangelischer Theologe, Prediger und Schriftsteller
- Horst, Gerrit Willemsz (1602–1652), holländischer Maler der Schule Rembrandts
- Horst, Gregor (1626–1661), deutscher Mediziner
- Horst, Guido (* 1955), deutscher Journalist und Publizist
- Horst, Günter (* 1919), deutscher Fußballtrainer
- Horst, Guusje ter (* 1952), niederländische Politikerin (PvdA)
- Horst, Hartmut (1941–2013), deutscher Ärztefunktionär und Fluchthelfer
- Horst, Heinrich, Kurfürstlich Braunschweig-Lüneburgischer und Königlich Großbritannischer Münzmeister in Zellerfeld
- Horst, Heinrich (1902–1946), deutscher Ordensgeistlicher, römisch-katholischer Bischof und Apostolischer Vikar von Lwangwa
- Horst, Heinz-Theo (* 1947), deutscher Fußballspieler
- Horst, Herman van der (1910–1976), niederländischer Dokumentarfilmregisseur und Kameramann
- Horst, Hermann (1880–1946), deutscher Landrat
- Horst, Horst P. (1906–1999), deutsch-amerikanischer Fotograf
- Horst, Ingo (* 1977), deutscher Orientierungsläufer
- Horst, Irvin Buckwalter (1915–2011), US-amerikanischer Historiker
- Horst, Jacob (1537–1600), deutscher Mediziner
- Horst, Jan van der (1921–2009), niederländischer Judoka und Sporttrainer
- Horst, Jan van der (* 1942), niederländischer Radrennfahrer
- Horst, Jochen (* 1961), deutscher Schauspieler
- Horst, Johann Nicolaus (1601–1685), deutscher lutherischer Theologe und Hofprediger in Celle
- Horst, Johannes (1890–1956), deutscher evangelischer Theologe und Hochschullehrer
- Horst, Johannes (* 1950), deutscher Jurist und Kanzler der Sporthochschule Köln
- Horst, Jørn Lier (* 1970), norwegischer AutorJørn Lier Horst (* 1970)

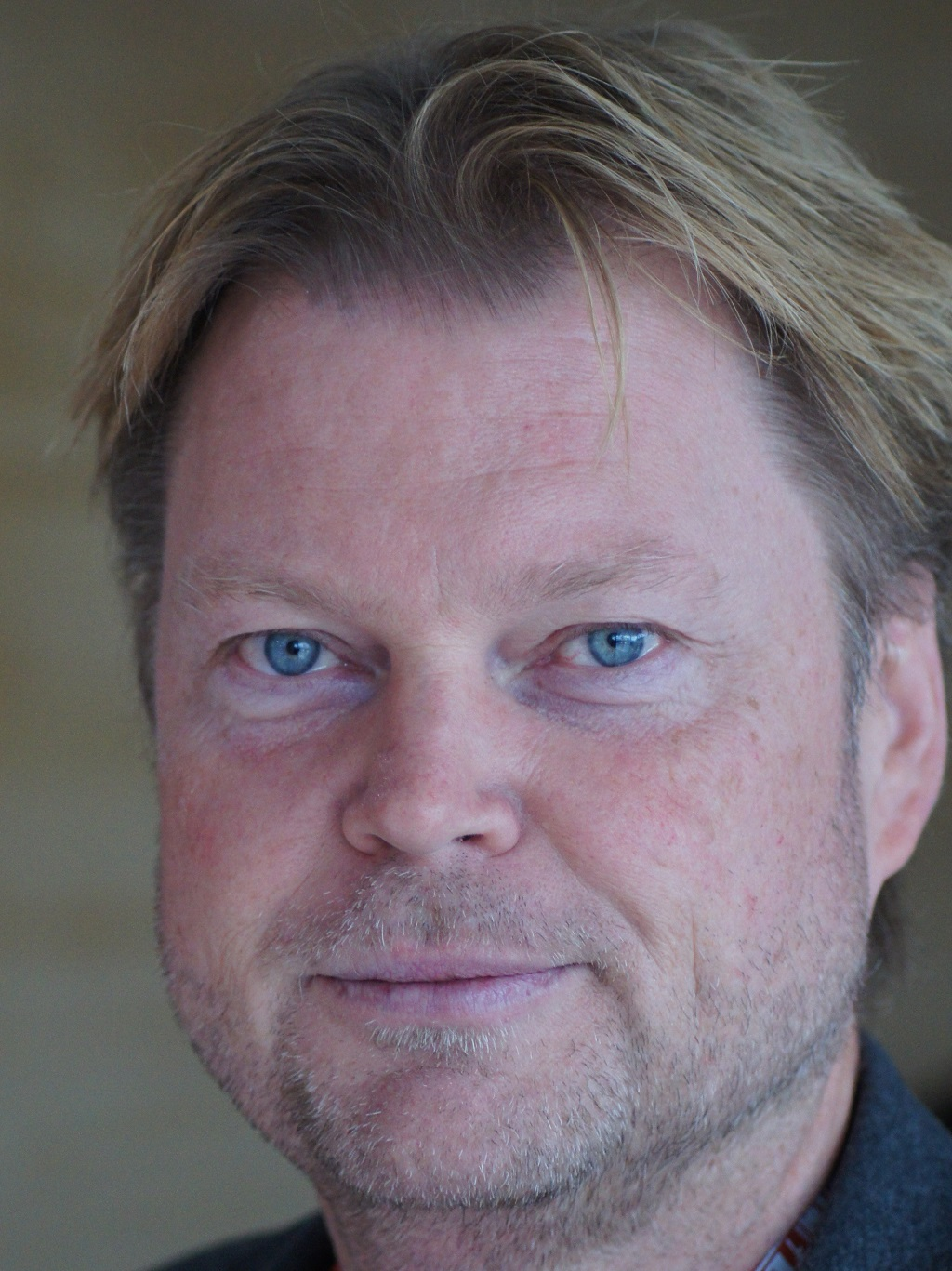
Jørn Lier Horst (* 1970)

- Horst, Julius August von der (1723–1791), preußischer Minister
- Horst, Julius von (1830–1904), österreichischer Generalmajor und Staatsmann
- Horst, Jürgen van der (* 1967), deutscher parteiloser Politiker
- Horst, Karl (1898–1987), deutscher Politiker (CDU), MdL
- Horst, Karl August (1913–1973), deutscher Schriftsteller, Übersetzer und Literaturkritiker
- Horst, Karl von der (1780–1861), deutscher Regierungsbeamter und Abgeordneter
- Horst, Kaspar (1929–2014), deutscher Aquarianer und Verleger
- Horst, Kate ter (1906–1992), niederländische Kriegsopferhelferin
- Horst, Leopoldo (1918–1987), brasilianischer Kakteenspezialist
- Horst, Louis (1884–1964), US-amerikanischer Pianist, Komponist, Choreograph und Musikpädagoge
- Horst, Louis Anton von (1865–1947), deutscher Kaufmann, Erfinder und Spion im Ersten Weltkrieg
- Horst, Ludwig (1829–1891), deutscher Maler
- Horst, Lutz van der (* 1975), deutscher Comedy-Autor, Komiker und FernsehmoderatorLutz van der Horst (* 1975)

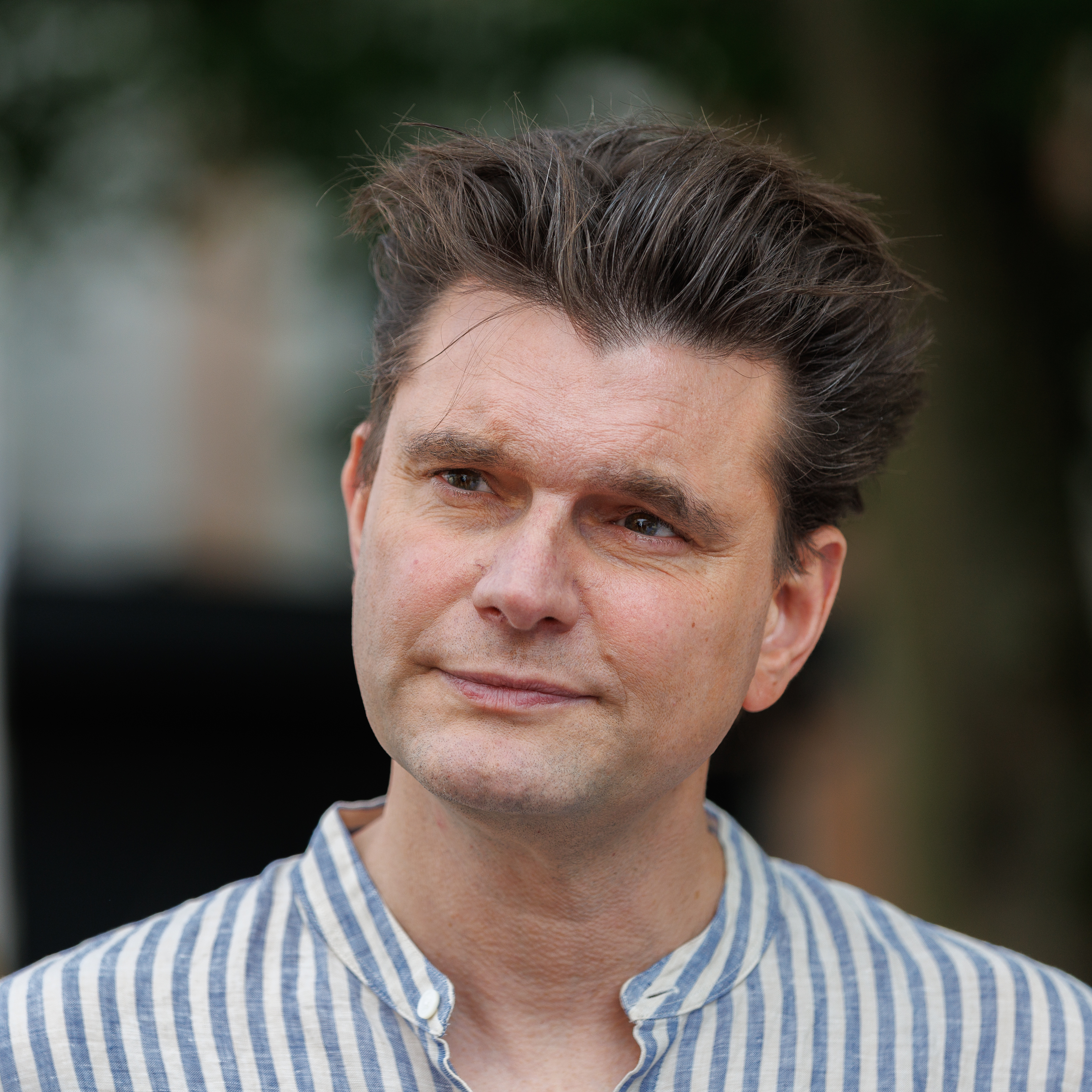
Lutz van der Horst (* 1975)

- Horst, Marloes (* 1989), niederländisches Fotomodell
- Horst, Martin van der (* 1965), niederländischer Volleyballspieler
- Horst, Maximilian von der († 1589), Domherr in Münster
- Horst, Norbert (* 1956), deutscher Schriftsteller
- Horst, Peter (1927–2008), deutscher Geistlicher, Pfarrer und Kirchenliedautor
- Horst, Philipp (1584–1664), deutscher Rhetoriker und Moralphilosoph
- Horst, Piet van der sr. (1903–1983), niederländischer Radrennfahrer
- Horst, Renata, deutsch-amerikanische Physiotherapeutin und Sachbuchautorin
- Horst, Ria van der (* 1932), niederländische Schwimmerin
- Horst, Robert van der (* 1984), niederländischer Hockeyspieler
- Horst, Rotger von der († 1598), Domherr in Münster und Paderborn
- Horst, Rütger von der (1519–1582), kurkölnischer Marschall, Statthalter des Vestes Recklinghausen, Erbauer von Schloss Horst
- Horst, Theo van der (1921–2003), niederländischer Maler, Bildhauer, Grafiker und Glaser
- Horst, Ulrich (1931–2024), deutscher katholischer Theologe
- Horst, Ulrich von der (1793–1867), schleswig-holsteinischer General
- Horst, Wilhelm (1852–1940), deutscher Landschafts-, Porträt- und Miniaturmaler sowie Gemälderestaurator
- Horst, Wilhelm von der (1786–1874), preußischer Generalleutnant
- Horst-Schulze, Paul (1876–1937), deutscher Maler, Grafiker und Kunstgewerbler
- Hörstadius, Sven Otto (1898–1996), schwedischer experimenteller Entwicklungsbiologe
- Horsted, Svend Aage (1928–2013), dänischer Meeresbiologe
- Hörstel, Christoph (* 1956), deutscher Journalist, Politikberater und VerschwörungstheoretikerChristoph Hörstel (* 1956)

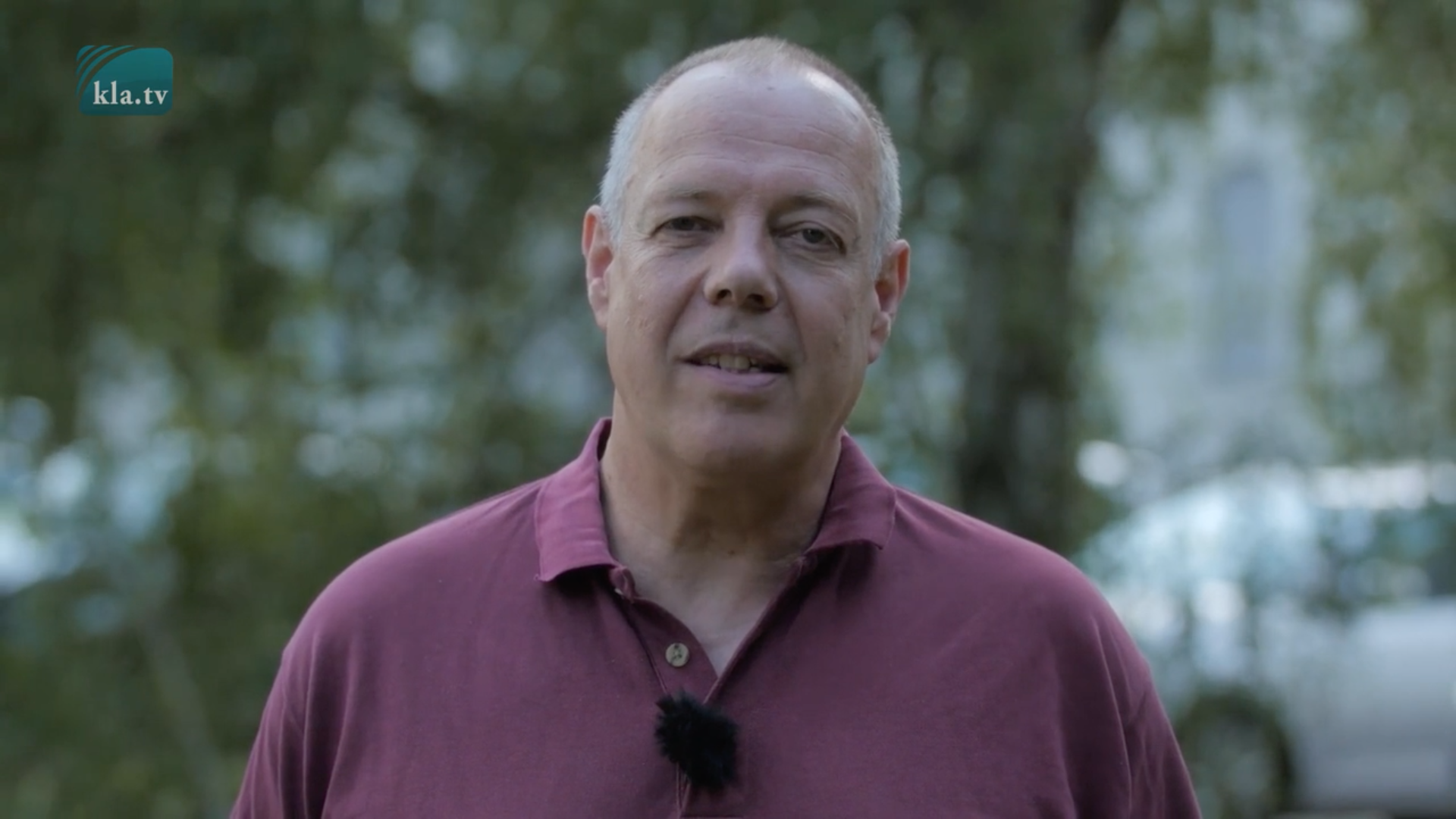
Christoph Hörstel (* 1956)

- Horsten, Heiner (* 1947), deutscher Diplomat
- Horsten, Michael W. (* 1963), dänischer Regisseur und Drehbuchautor
- Hörster, Brigitte (* 1954), deutsche Rechtsanwältin, Mediatorin und Verfassungsrichterin
- Horster, Detlef (* 1942), deutscher Sozialphilosoph
- Horster, Franz (1887–1953), deutscher Unternehmer und Politiker (Zentrum), MdR
- Hörster, Gerald (* 1957), deutscher Jurist
- Hörster, Joachim (1945–2020), deutscher Politiker (CDU), MdL, MdB
- Horster, Karolina (* 1986), deutsche SchauspielerinKarolina Horster (* 1986)

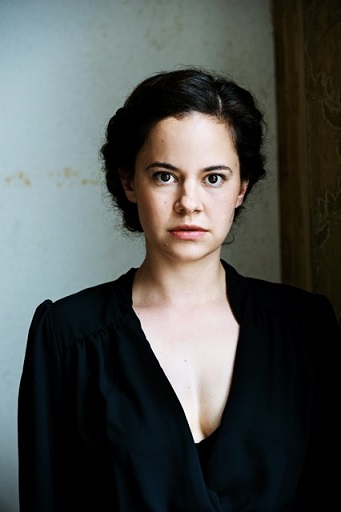
Karolina Horster (* 1986)

- Horster, Marietta (* 1961), deutsche Althistorikerin
- Hörster, Thomas (* 1956), deutscher Fußballspieler und -trainer
- Hörster-Philipps, Ulrike (* 1949), deutsche Historikerin
- Horsters, Hans (1887–1957), deutscher Arzt
- Horsthemke, Bernhard (* 1953), deutscher Humangenetiker
- Horsthemke, Gisbert (* 1953), deutscher Fußballspieler
- Horsthuis, Arthur (1912–1979), niederländischer Ordensgeistlicher, römisch-katholischer Bischof von Jales in Brasilien
- Horsthuis, Maurice (* 1948), niederländischer Jazz- und Avantgardemusiker und Komponist
- Horstick, Eva-Maria, deutsche Künstlerin
- Horstig d’Aubigny, Sara von (1855–1936), deutsche Malerin und Grafikerin
- Horstig, Emil von (1845–1931), österreichischer Unternehmer und Bergbau- und Dachsteingebirge-Erschließungs-Pionier
- Horstig, Eugen (1843–1901), deutscher Maler, Grafiker und Karikaturist
- Horstig, Karl Gottlieb (1763–1835), deutscher Pastor und Begründer des zweitältesten deutschen Stenographiesystems
- Horstig, Moritz von (1851–1942), deutscher königlich-bayerischer Regierungsbaurat und Architekt
- Horstig, Reinhard Moritz (1814–1865), deutscher Philologe und Gymnasiallehrer
- Hörsting, Ansgar (* 1965), deutscher evangelischer Geistlicher, Leiter der evangelikalen Allianz-Mission und Präses des Bundes Freier evangelischer Gemeinden in Deutschland
- Horstius, Gregor (1578–1636), deutscher Mediziner und Anatom
- Horstius, Johann Daniel (1616–1685), deutscher Mediziner und Balneologe
- Horstkemper, Gerhard (1927–2013), deutscher römisch-katholischer Geistlicher
- Horstkotte, Bodo (* 1950), deutscher Fußballspieler
- Horstkotte, Dieter (* 1951), deutscher Kardiologe und Hochschullehrer
- Horstkotte, Hartmuth (1931–2015), deutscher Jurist und Richter
- Horstkotte, Hermann (* 1947), deutscher Althistoriker und Journalist
- Horstkotte, Hinrich (* 1972), deutscher Bühnenbildner und Regisseur
- Horstkotte, Nora Marie (* 1975), deutsche Schauspielerin
- Horstkotte, Silke (* 1972), deutsche Literaturwissenschaftlerin
- Horstkötter, Ludger (1939–2022), deutscher Regularkanoniker und römisch-katholischer Theologe
- Horstkötter, Manfred (* 1940), deutscher Handballspieler und -trainer
- Horstman, Teunis Johannes (1927–2014), alt-katholischer Bischof von Haarlem
- Horstmann, Alex (1891–1971), deutscher Tuchmacher und antifaschistischer Widerstandskämpfer
- Horstmann, Alfred (1879–1947), deutscher Diplomat
- Horstmann, August Friedrich (1842–1929), deutscher Chemiker
- Horstmann, Axel (1945–2024), deutscher Altphilologe
- Horstmann, Axel (* 1954), deutscher Politiker (SPD), MdL und Minister für Verkehr, Energie und Landesplanung des Landes Nordrhein-Westfalen
- Horstmann, Bernhard (1919–2008), deutscher Autor
- Horstmann, Burkhard (1955–2005), deutscher Obdachloser und Berliner Stadtoriginal
- Horstmann, Carl (1847–1912), deutscher Mediziner
- Horstmann, Carola (* 1948), deutsche Mundartautorin und Heimatdichterin
- Horstmann, Claude (* 1960), deutsche Bildhauerin und Performance-Künstlerin
- Horstmann, Claus (* 1964), deutscher Fußballfunktionär
- Horstmann, Clemens (1892–1981), deutscher Landwirt und Politiker (CDU), MdL
- Horstmann, Dorothy M. (1911–2001), US-amerikanische Epidemiologin, Virologin, Kinderärztin und Hochschullehrerin
- Horstmann, Georg (1894–1940), preußischer Verwaltungsjurist und Landrat
- Horstmann, Günther (1894–1993), deutscher Konteradmiral der Kriegsmarine
- Horstmann, Hans (1885–1972), deutscher Militär und Kriegsverbrecher
- Horstmann, Hans-Henning (* 1945), deutscher Diplomat, Botschafter der Bundesrepublik beim Heiligen Stuhl
- Horstmann, Heike (* 1971), deutsche Handballspielerin
- Horstmann, Heinrich (1874–1945), deutscher Weltumradler, Kaufmann und Autor
- Horstmann, Heinrich Nicolaus (1817–1884), deutscher Rechtsmediziner
- Hörstmann, Helmuth (1909–1993), deutscher SS-Arzt und Oberbürgermeister in Celle
- Horstmann, Hermann (1893–1938), deutscher Rechtsanwalt und politischer Funktionär (KPD)
- Horstmann, Hubert (* 1937), deutscher Philosoph und Science-Fiction-Autor
- Horstmann, Ignatius Frederick (1840–1908), US-amerikanischer Geistlicher, römisch-katholischer Bischof von Cleveland
- Horstmann, Jacob, Domherr in Schleswig und Rektor der Universität Rostock
- Horstmann, Jan (1894–1982), deutscher Marinemaler in Hamburg
- Horstmann, Jan Michael (* 1968), deutscher Dirigent, Cembalist, Pianist, Opernsänger, Redner, Regisseur und Chansonnier
- Horstmann, Janna (* 1984), deutsche Schauspielerin, Hörspiel-, Off- und Synchronsprecherin
- Horstmann, Johann Heinrich (1795–1860), deutscher Kommunalpolitiker; Bürgermeister von Essen
- Horstmann, Kurt (1909–1986), deutscher Bevölkerungsstatistiker im Bereich der amtlichen Statistik
- Horstmann, Lally (1898–1954), deutsche Schriftstellerin
- Horstmann, Lana (* 1986), deutsche Betriebsrätin und Politikerin (SPD)
- Horstmann, Leonard (* 2004), deutscher Leichtathlet
- Horstmann, Manfred (1928–1992), deutscher Physiker sowie Gründungsrektor und langjähriger Präsident der Universität Osnabrück
- Horstmann, Peter (* 1986), deutscher Jurist, Verwaltungsbeamter und Kommunalpolitiker (parteilos)
- Horstmann, Rolf-Peter (* 1940), deutscher Philosoph
- Horstmann, Rudi (1922–2004), deutscher Opernsänger, Operettenbuffo (Tenor), Komiker und Schauspieler
- Horstmann, Sabine (* 1952), deutsche Kirchenmusikerin und Hochschullehrerin
- Horstmann, Siegfried (1903–1986), deutscher Schriftsteller
- Horstmann, Simone (* 1984), deutsche Autorin und katholische Theologin
- Horstmann, Udo (* 1936), deutscher Diplomat, Geschäftsmann, Sammler und Mäzen
- Horstmann, Ulrich (* 1949), deutscher Literaturwissenschaftler und Schriftsteller
- Horstmann, Walter (1935–2015), deutscher Fußballschiedsrichter
- Horstmann-Czech, Klaus (1943–2022), deutscher Bildhauer des Konstruktivismus
- Horstmanshoff, Manfred (* 1944), niederländischer Medizinhistoriker
- Horstmeier, Gerrit (* 1958), deutscher Jurist
- Horstmeier, Ilka (* 1969), deutsche Managerin, Vorstandsmitglied der BMW AGIlka Horstmeier (* 1969)

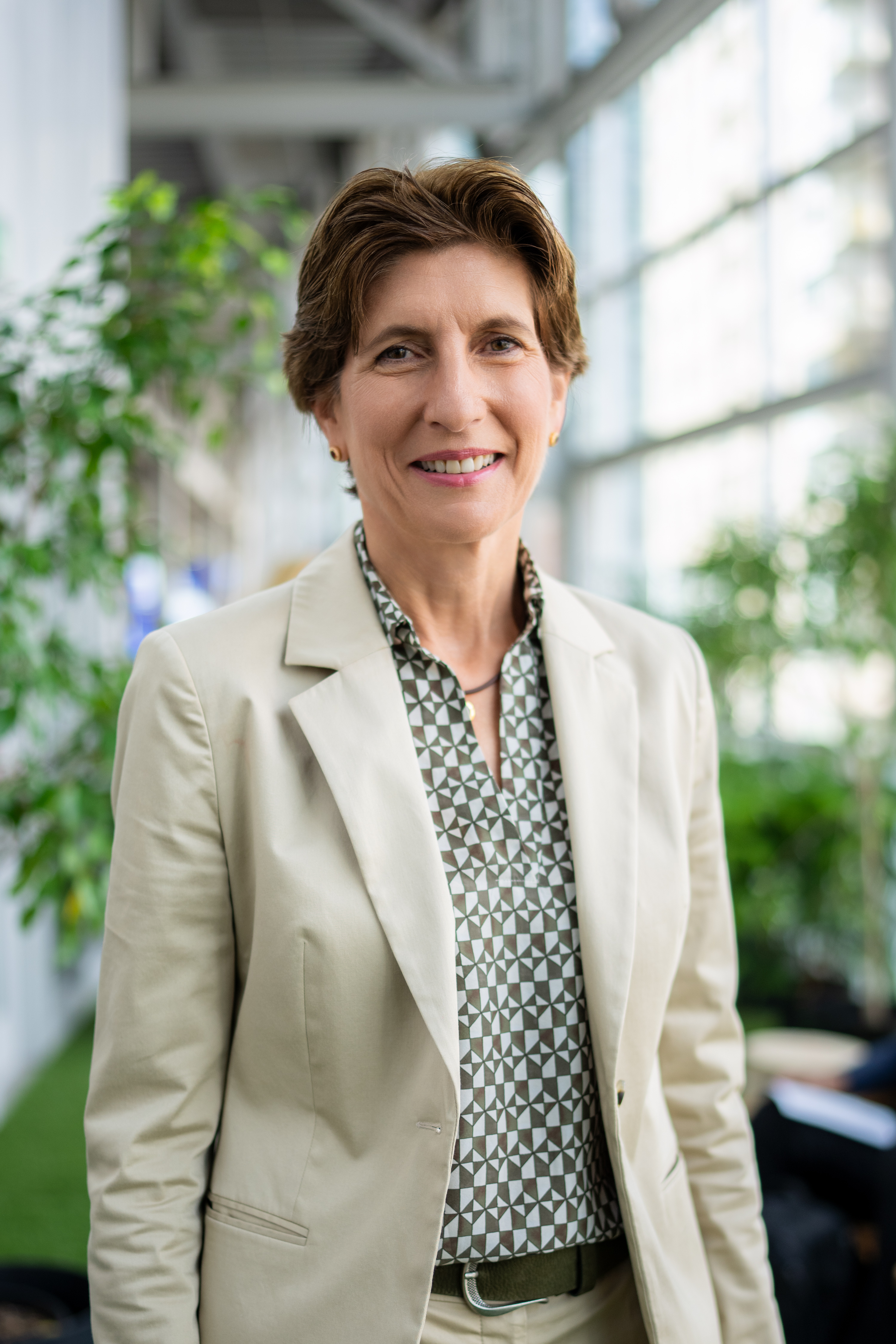
Ilka Horstmeier (* 1969)

- Horstmeier, Martin (1929–2024), deutscher Landwirt und Politiker (CDU), MdB
- Hörstrup, Bettina (* 1968), deutsche Juristin

### Horsz
- Horszowski, Mieczysław (1892–1993), polnischer Pianist